# Urnaloricus
Urnaloricus là một chi của ngành loricifera, nó đủ khác biệt thuộc về họ riêng của nó, Urnaloricidae.
Các loài bao gồm:
- Urnaloricus gadi Heiner 2009
- Urnaloricu ibenae  Neves 2018[2]